# Несносный дед
«Несно́сный дед» (англ. Jackass Presents: Bad Grandpa) — американский комедийный фильм 2013 года, снятый скрытой камерой, от режиссёра Джеффа Тремейна по сценарию Тремейна, Спайка Джонза и Джонни Ноксвилла.
В фильме снялись Джонни Ноксвилл и Джексон Николл, он был произведён MTV Films и Dickhouse Productions и распространен Paramount Pictures. Фильм вышел на экраны 25 октября 2013 года. «Несносный дед» имеет свободное повествование, связывающее трюки и розыгрыши воедино (в манере, напоминающей «Бората»), в отличие от трех оригинальных фильмов «Чудаки», которые не имели сюжета.
Фильм стал первой частью серии фильмов «Чудаки», которая была номинирована на премию «Оскар»: главный гример Стивен Праути был номинирован за лучший грим и причёски на 86-й церемонии вручения премии «Оскар».

## Сюжет
86-летний Ирвинг Зисман везёт своего внука Билли через все США к отцу, которому поручено опекунство над ребёнком после того, как его мать посадили в тюрьму. Поездка сопровождается мелкими шалостями деда в лучших традициях телесериала «Чудаки» (то есть все эпизодические роли также играют не подозревающие о съёмках прохожие).

## В ролях
| Актёр           | Роль                      |
| --------------- | ------------------------- |
| Джонни Ноксвилл | Ирвинг Зисман             |
| Джексон Николл  | Билли                     |
| Грег Харрис     | Чак                       |
| Джорджина Кэйтс | Кимми                     |
| Камбер Хейлик   | доктор                    |
| Джилл Килл      | репортёр                  |
| Грэси Мерседес  | ведущая                   |
| Спайк Джонз     | Глория                    |
| Кэтрин Кинер    | Элли                      |
| Джек Полин      | работник похоронного бюро |
| Марлон Дэвис    | играет самого себя        |

## Производство
В марте 2012 года Джонни Ноксвилл обсуждал со студией Paramount Pictures возможность съемки четвёртого фильма. Затем, в июне 2012 года сообщалось, что компания Paramount зарегистрировала несколько возможных названий для фильма, среди которых «Чудаки 4: несносный дед». 19 сентября 2012 года Бэм Марджера в интервью на шоу Говарда Стерна сообщил, что фильм будет полностью про дедушку Ирвинга. 17 июля 2013 года фильм был объявлен. Его выход состоялся 25 октября 2013 года.

## Награды и номинации

### Оскар
- 2014 — номинация в категории «Лучший грим и причёски»

### Премия канала «MTV»
- 2014 — номинация в категории «Лучшая комедийная роль» (Джонни Ноксвил)
- 2014 — номинация в категории «Самый безумный эпизод»

## Несносный дед .5
Версия фильма с неиспользованными кадрами, названная «Несносный дед .5», включает более 40 минут дополнительных сцен и интервью, премьера которой состоялась 15 июня 2014 года на MTV. Она была выпущена на DVD и Blu-ray 8 июля 2014 года.

## Оценки критиков
Rotten Tomatoes дает фильму рейтинг одобрения 61 % на основе 112 рецензий, со средней оценкой 5,52/10. Консенсус критиков сайта гласит: «Не настолько смешной, как хочет быть, „Несносный дед“ всё ещё предлагает зрителям нестареющее удовольствие от того, как старик засовывает свои интимные места в торговый автомат». Metacritic поставил фильму средневзвешенный балл 54 из 100 на основе 29 критических оценок, что означает «смешанные или средние отзывы». Зрители, опрошенные CinemaScore, поставили фильму средний балл «B+» по шкале от A+ до F.